# Oštarije
Oštarije ist ein Ort in Zentralkroatien zwischen Ogulin und Josipdol in der Gespanschaft Karlovac, in dem sich eine wichtige Bahnkreuzung befindet. Hier trennt sich die Lika-Bahn nach Knin und Split von der Bahnstrecke Zagreb–Rijeka. Die Siedlung hat 1407 Einwohner (Stand 2001).
Direkt neben dem Ort befindet sich eine Anschlussstelle zur Autocesta A1.